# 斯文·安德松 (1907年)
斯文·安德松（瑞典語：Sven Andersson，1907年2月14日—1981年5月30日），瑞典男子足球运动员，场上位置是后卫。他曾代表瑞典国家队参加1934年国际足联世界杯，结果队伍获得第八名。